# Zonitoschema macroxantha
Zonitoschema macroxantha es una especie de coleóptero de la familia Meloidae. Le especie fue descrita científicamente por Léon Fairmaire en 1887.

## Subespecies
- Zonitoschema macroxantha macroxantha (Fairmaire, 1887)

= Zonitis macroxantha Fairmaire, 1887
- Zonitoschema macroxantha yunnana Kaszab, 1960

## Distribución geográfica
La subespecie Zonitoschema macroxantha macroxantha habita en Sumatra (Indonesia) y Zonitoschema macroxantha yunnana en Yunnan (China).